# Piotr Billewicz
Piotr Billewicz herbu Mogiła – ciwun retowski w 1527 roku.